# Tahkuranna (obec)
Obec Tahkuranna (estonsky Tahkuranna vald) je bývalá samosprávná jednotka estonského kraje Pärnumaa. V roce 2017 byla začleněna do obce Häädemeeste.

## Obyvatelstvo
Na území zrušené obce Tahkuranna žijí dva tisíce obyvatel, z toho více než polovina ve dvou přibližně stejně velkých sídlech, městečku Võiste a vesnici Uulu, a zbytek v dalších sedmi vesnicích Laadi, Leina, Lepaküla, Mereküla, Metsaküla, Piirumi, Reiu a Tahkuranna. Správním centrem obce je vesnice Uulu, obec však nese jméno malé, ale historicky významnější vesnice Tahkuranna.